# Sandracottus manipurensis
Sandracottus manipurensis är en skalbaggsart som beskrevs av Vazirani 1969. Sandracottus manipurensis ingår i släktet Sandracottus och familjen dykare. Inga underarter finns listade i Catalogue of Life.